# Кельман, Вениамин Моисеевич
Вениамин Моисеевич Кельман (1915—2008) — советский физик-экспериментатор.

## Биография
Родился 7 февраля 1915 года в Киеве. Окончил Киевский университет в 1937 г. В 1937—1941 гг. работал в Харьковском физико-техническом институте. Участвовал в Великой Отечественной войне. С 1945 по 1962 гг. заведовал лабораторией в Ленинградском физико-техническом институте. С 1962 г. заведовал отделом ядерной спектроскопии Института ядерной физики АН Казахской ССР; с 1987 г. — на должности главного научного сотрудника.
С 1991 г. — в США.
На Центральном кладбище г. Алматы установлено надгробие (кенотаф).

## Научная деятельность
Работы по электронной оптике и ядерной спектроскопии. Создал новое направление в электронной оптике — призменную электронную оптику. Разработал для ядерных исследований на основе созданных им же электронных и ионных призм призменные бета- и масс-спектрометры большой разрешающей способности и светосилы.